# 拳木蓼
拳木蓼（学名：Atraphaxis compacta）为蓼科木蓼属下的一个种。

## 扩展阅读
- 維基物種上的相關：拳木蓼